# デンツ
デンツ（Dents ）はイギリスの高級手袋メーカーである。
1組16パーツを32工程により手縫いで製造する。材料はペルー産ペッカリーが有名でメーカーを代表する素材となっているが、北アメリカ産ディア（シカ）、エジプト産ヘアシープ（直毛種のヒツジ）等を使用した製品もある。裏地はシルクまたはカシミアである。
本社社屋2階が手袋博物館になっており、ジョゼフィーヌ・ド・ボアルネが使用していた手袋や、1953年イギリス女王エリザベス2世が戴冠式で使用した手袋が展示されている。

## 歴史
- 1777年 - ジョン・デントによりウスターシャー州ウスターにて創業した[1]。
- 1839年 - 現在も使用されている型紙が作られた。
- 1937年 - 現在も本社のあるウィルトシャー州ウォーミンスターに移転した[1]。
- 1953年 - イギリス女王エリザベス2世の戴冠式用手袋を手掛けた。